# Eulamprus leuraensis
Az Eulamprus leuraensis a hüllők (Reptilia) osztályába a  pikkelyes hüllők (Squamata) rendjébe a gyíkok (Sauria)  alrendjébe és a  vakondgyíkfélék (Scincidae) családjába  tartozó faj.

## Előfordulása
Ausztrália délkeleti részén honos.

## Életmódja
Rovarokkal táplálkozik.

## Külső hivatkozás
- Képek az interneten a fajról